# Gypsophila glauca
Gypsophila glauca är en nejlikväxtart som beskrevs av John Stevenson och Nicolas Charles Seringe. Gypsophila glauca ingår i släktet slöjor, och familjen nejlikväxter. Inga underarter finns listade i Catalogue of Life.